# ホンダ・CR-Z
CR-Z（シーアールズィー）は、本田技研工業が生産・販売していたハイブリッドエンジンを搭載したコンパクトクーペスポーツカーである。

## 概要
CR-Zは、環境負荷の軽減が優先されるハイブリッドカーでも運転する楽しさを感じられる、スポーツ性を融合させた乗用車である。
1.5L 直4 SOHC i-VTECのガソリンエンジンとHonda IMAシステムのハイブリッドシステムに、6速MTまたはパドルシフトを装備したCVTが組み合わされたパワートレインが、全長約4m 車重約1.1tのコンパクトで軽量な車体に搭載されたライトウェイトスポーツというパッケージは、CR-Xや初代インサイトを彷彿させるものである。
2008年以降発売される地球環境を意識した車両をホンダでは「Honda Green Machine」と称し、CR-Zは「グリーンマシーン3号」である。
ハイブリッドによる走行性能の高さと走りの楽しさを両立させた点が評価され、第31回日本カー・オブ・ザ・イヤーを受賞した。
販売面ではSNSのmixiとコラボレーションした「Ole!Ole!CR-Zキャンペーン」と呼ばれた、mixiアカウント所有者のハンドルネームの語尾に「＠CR-Z」と付与するとCR-Zの新車一台を抽選でプレゼントする応募権利を得られるという当時のホンダ広報担当者の企画による若者向けの需要喚起策や200万円台前半という低価格も後押しして、月間販売目標台数の3倍である3,000台以上の登録台数を発売1年目に記録。

## 特徴

### パワートレイン
搭載されるLEA型エンジンは、低回転時に2つの吸気バルブの片側を休止する1バルブ休止VTEC機構を採用し、低回転時のトルクと高回転時の出力を向上させながら、低燃費・クリーン性能を高次元で達成し、さらにIMAシステムの装備により、2.0Lガソリンエンジン並みの加速性能と低回転域のトルクを実現している。
当初はインサイト用のLDA型を流用することが企画されたが、より高出力を得るために1.5LのLEA型が開発された。L15A型用シリンダーブロックと、L13A型用シリンダーヘッドとが組み合わされたが、L15A型のデッキハイトはL13A型よりも20mm高く、インサイトよりも低いボンネットにエンジンを収めるために、L13A型シリンダーヘッドの流用や、インテークマニホールドやエアクリーナーケースを、ボンネットの傾斜に沿ったフラットな形状にするなどの工夫がされた。
また、最高出力はアメリカのAT-PZEV（Advanced Technology - Partial Credit Zero Emission Vehicle：ゼロ排出ガス車として部分換算される先進技術搭載車）に対応するために114PSに抑えられている。
それに組み合されるトランスミッションには、スポーツ走行にも適した専用設計の6速MTと、低燃費走行からスポーツ走行まで対応するCVTの2種類を設定した。専用設計の6速MTはシフトストロークを45mmに、セレクトストロークも短く設計され、シンクロナイザーには2速にダブルコーン、3速に摩擦係数の高いカーボンのシングルコーンを採用。これらによりスムーズなシフトフィールとダイレクトな操作感を得ている。
CVTはフィットやモビリオなどに搭載される、スタートクラッチに湿式多板クラッチを用いる「ホンダマルチマチックS」を搭載。全車パドルシフトを標準装備し、7速手動変速が可能。フロアシフトレバーはホンダ初となる前進がDレンジのみの仕様となっている。また、走行距離に応じメーター内のマルチインフォメーションディスプレイにHMMF（ホンダマルチマチックフルード）の交換時期をお知らせする機能が搭載されている。なお、ホンダマルチマチックSについてはフィットなど5車種に発進時の振動（ジャダー）問題が多発したことを受けて本車の発売から1か月後の2010年3月に該当車種に保証期間の延長が行われたが、本車については保証期間の延長などは行われていない。
2012年のマイナーチェンジではエンジン、ハイブリッドシステムがそれぞれ改良され、最高出力の向上が図られた。更に、瞬間的にモーターアシストを全開にするPLUS SPORTボタンがステアリングに追加された。ホンダの広報によるとPLUS SPORTボタンを押した場合では「3LのV6エンジン」並みの加速感が得られるとしている。

### 電子制御
ドライブ・バイ・ワイヤ（DBW）、モーターアシスト（ハイブリッドシステム制御）、CVT変速制御、電動パワーステアリング（EPS）、エア・コンディショナーなどを統合制御する『3ドライブモードシステム』を搭載する。きびきびとした走りと燃費性能を両立した「NORMALモード」、エンジンのトルク感を強調し、しっかりとした特性のあるステアリングとすることで、レスポンスの良い走りと手応えのあるハンドリングにより痛快な走りを楽しめる「SPORTモード」、エンジンのスロットル開度を控えめに制御しつつ、最適なエンジン効率を求めたモーターアシスト、エアコンの省エネ運転、アイドリングストップ時間の延長など、実用燃費向上を重視した「ECONモード」を備え、状況に応じて、ボタン一つで簡単に切り替えられる。NORMALまたはECONモード時には、燃費の良い運転をするとスピードメーター外周の照明が青色から緑色に変化するアンビエントメーターなどの、エコアシスト機能も備わる。
燃費運転度の採点履歴などを表示する「ティーチング機能」を備えるオプションの「Honda HDDインターナビシステム」は、専用通信機器により通信費が無料になる「リンクアップフリー」に対応し、ユーザーの利便性向上と車両の走行データ収集量の増加を図っている。
スポーツモデルとしては珍しく坂道発進補助装置も全車標準装備となっている（ホンダとしても初）。

### 車体構造
軽量で高剛性なボディに新構造のフロントピラーや新開発のドアミラーの採用、ボディ下面の整流処理などを行い、ショート&ワイドボディでありながら、2代目インサイトと同等の空力性能を達成。また、欧州や北米など日本国外では比較的ポピュラーなシャークフィンアンテナや当時日本車ではまだ少なかったポジション球LEDデイライトを、日本国内で販売するホンダ車で初めて採用している。北米仕様ではテールライトに違いがあり、5段目のLED、サイドマーカーが点くようになっている。ドライビングポジションはシビックタイプRより約30mm低く設定され、スポーツドライビングを演出しているが、フロントウィンドウを左右に大きく回りこませ、コーナリング時の視界を確保している。後部座席は2名分装備されているが、初代CR-Xと同様に最小限の空間しか無く、大人は上半身をかがめて座る必要がある。
走行性能向上のためタイヤはインサイトより大きな195/55R16が装着され、ホイールの固定部もP.C.D. 114.3/5穴になっている。

### 販売グレード
グレード体系は、ベーシックグレードの「β」と、クルーズコントロールや軽量アルミホイール、Hondaスマートキーシステムなどを装備した上級グレードの「α」、17インチ・タイヤと合成皮革&ファブリック・コンビシートを装備した最上級グレードの「α Master Level」の3グレードとなる。いずれもオーディオレス仕様で、6速MT、CVT共に同一の価格となる。
コンセプトモデル

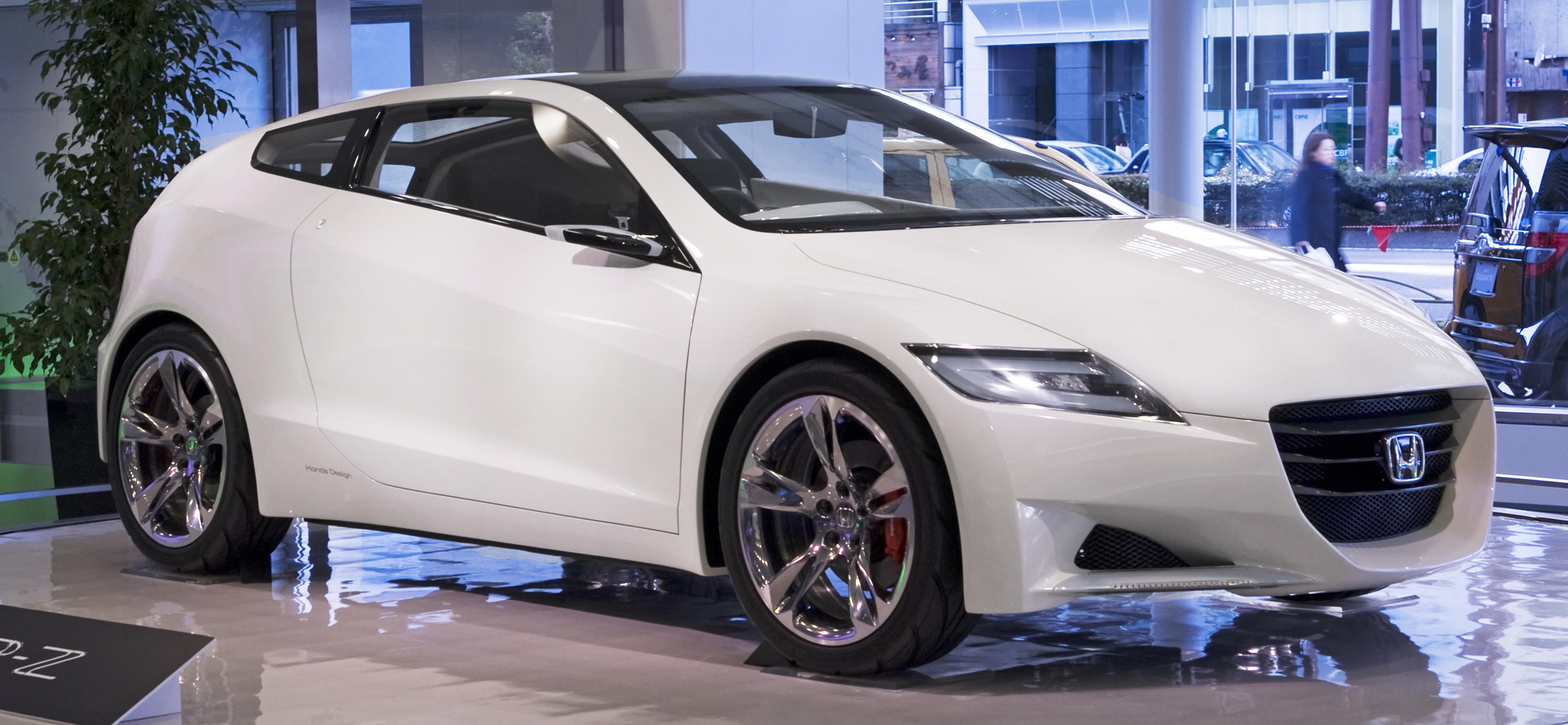
CR-Zコンセプト 2007
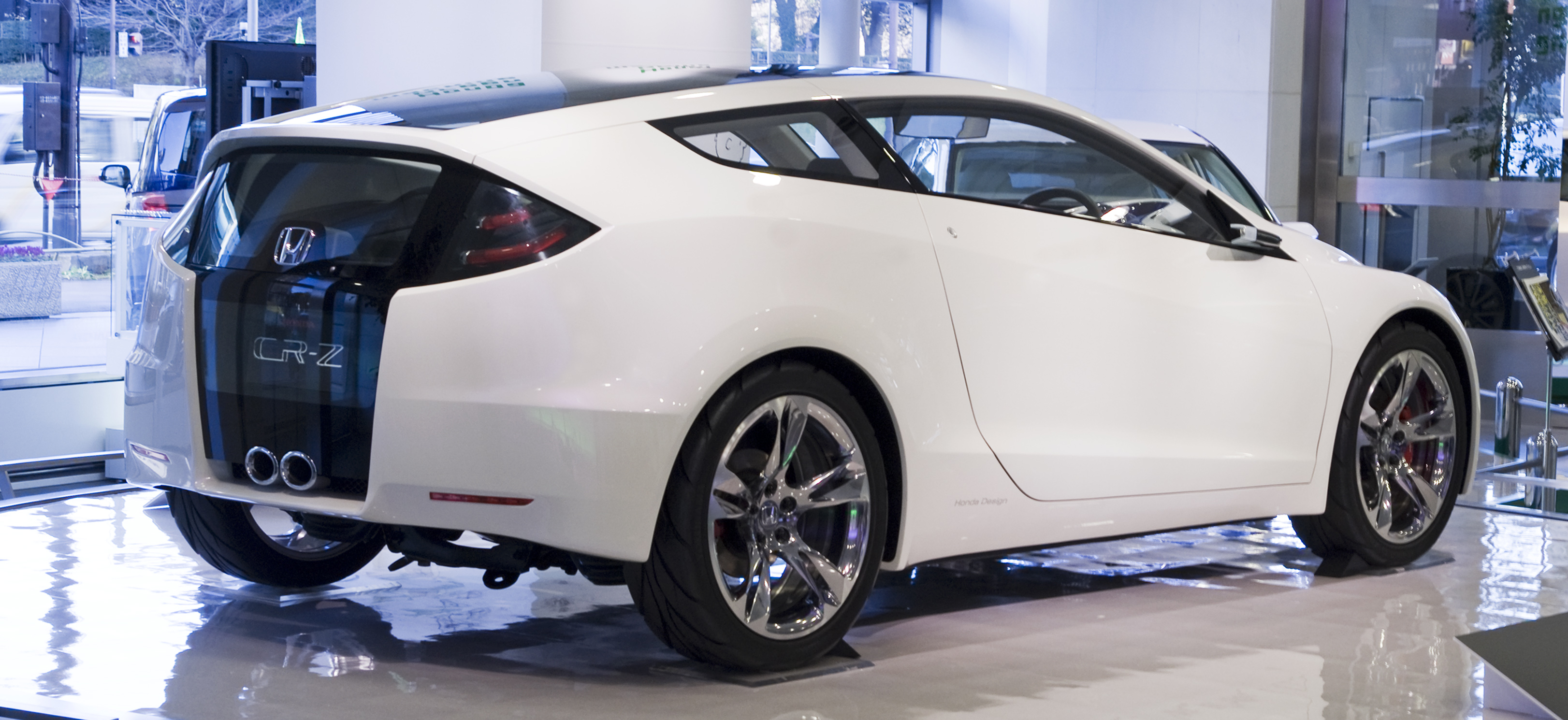
CR-Zコンセプト 2007 リア
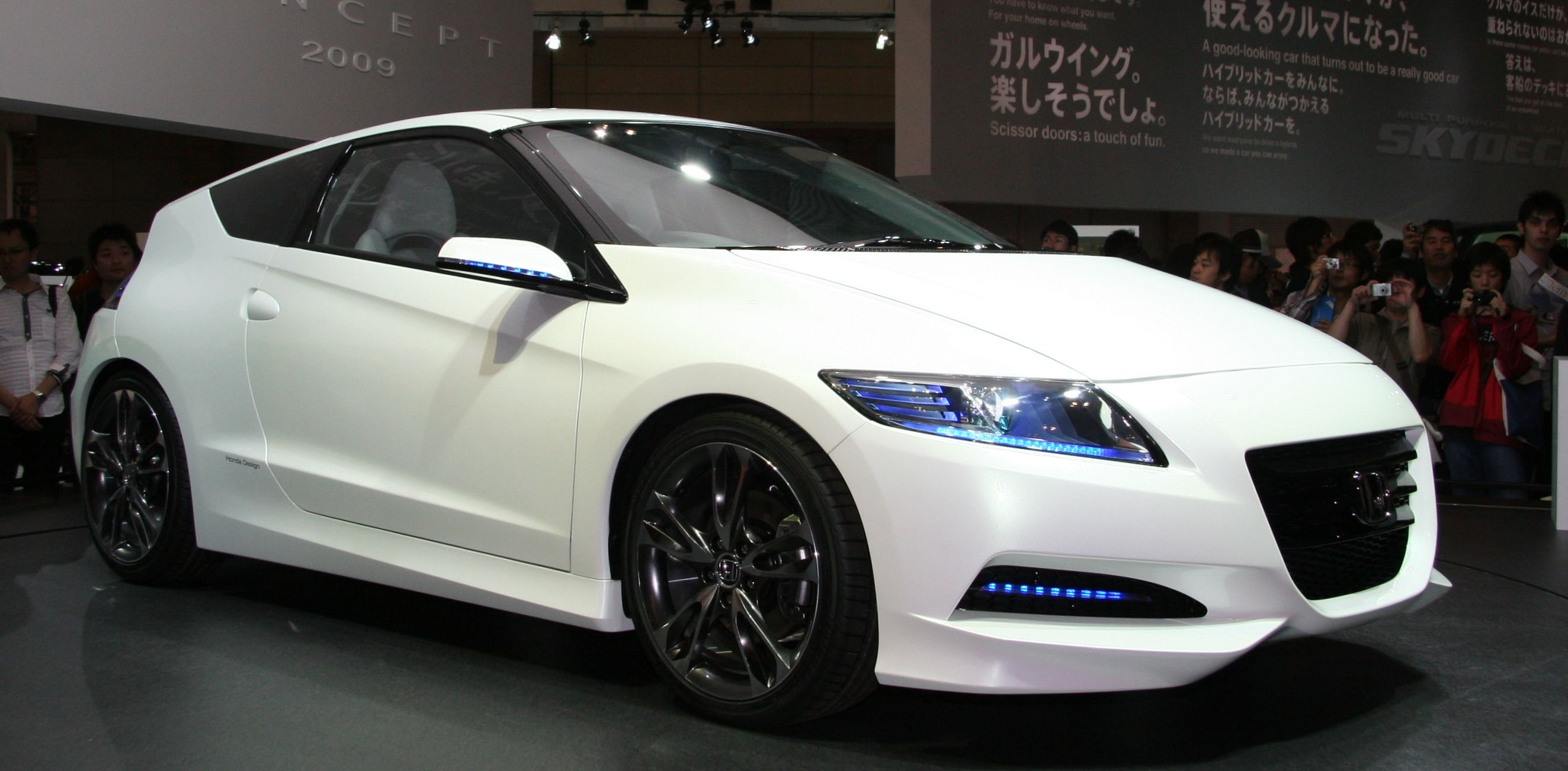
CR-Zコンセプト2009
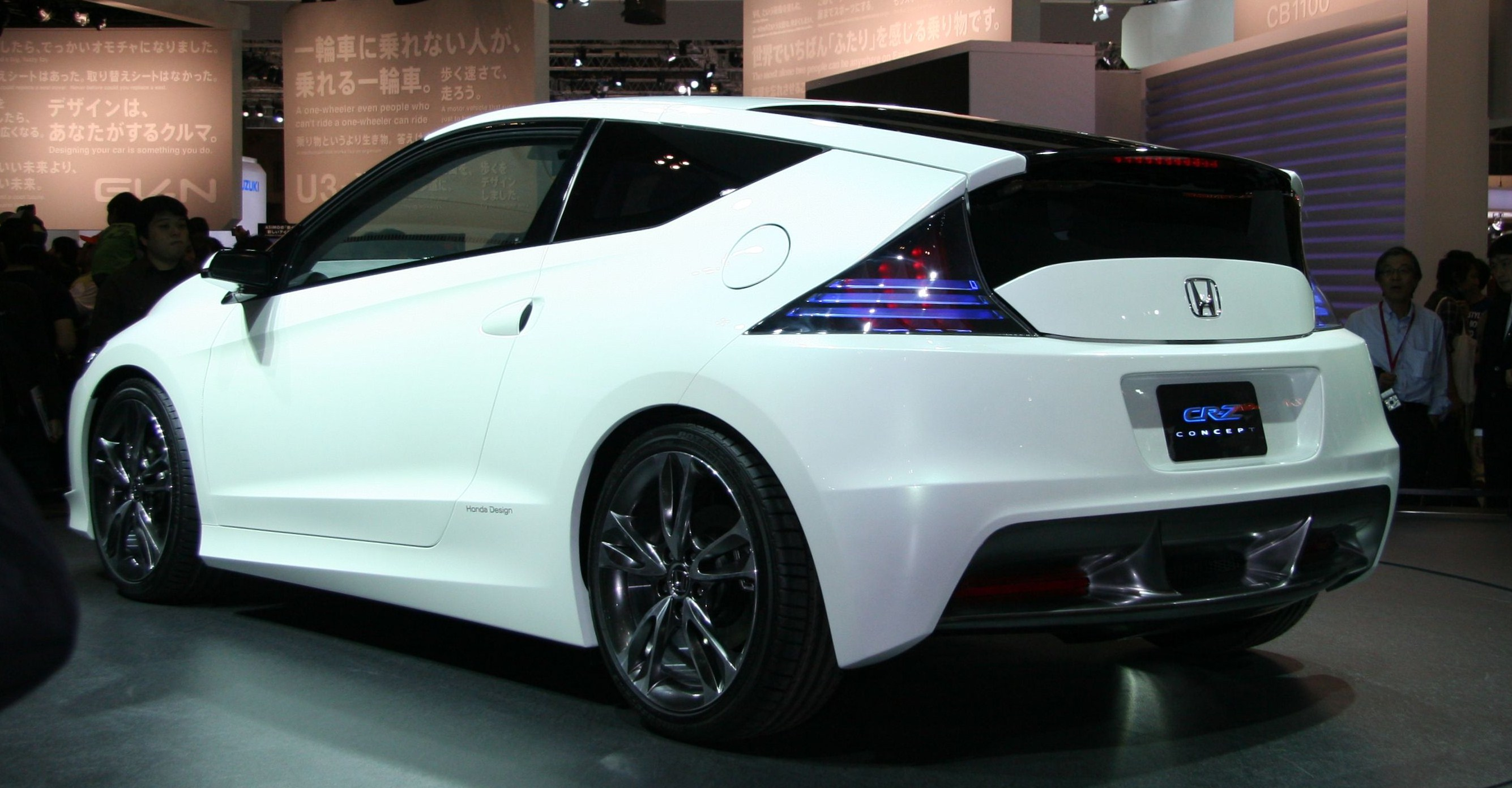
CR-Zコンセプト2009 リア

量産車両

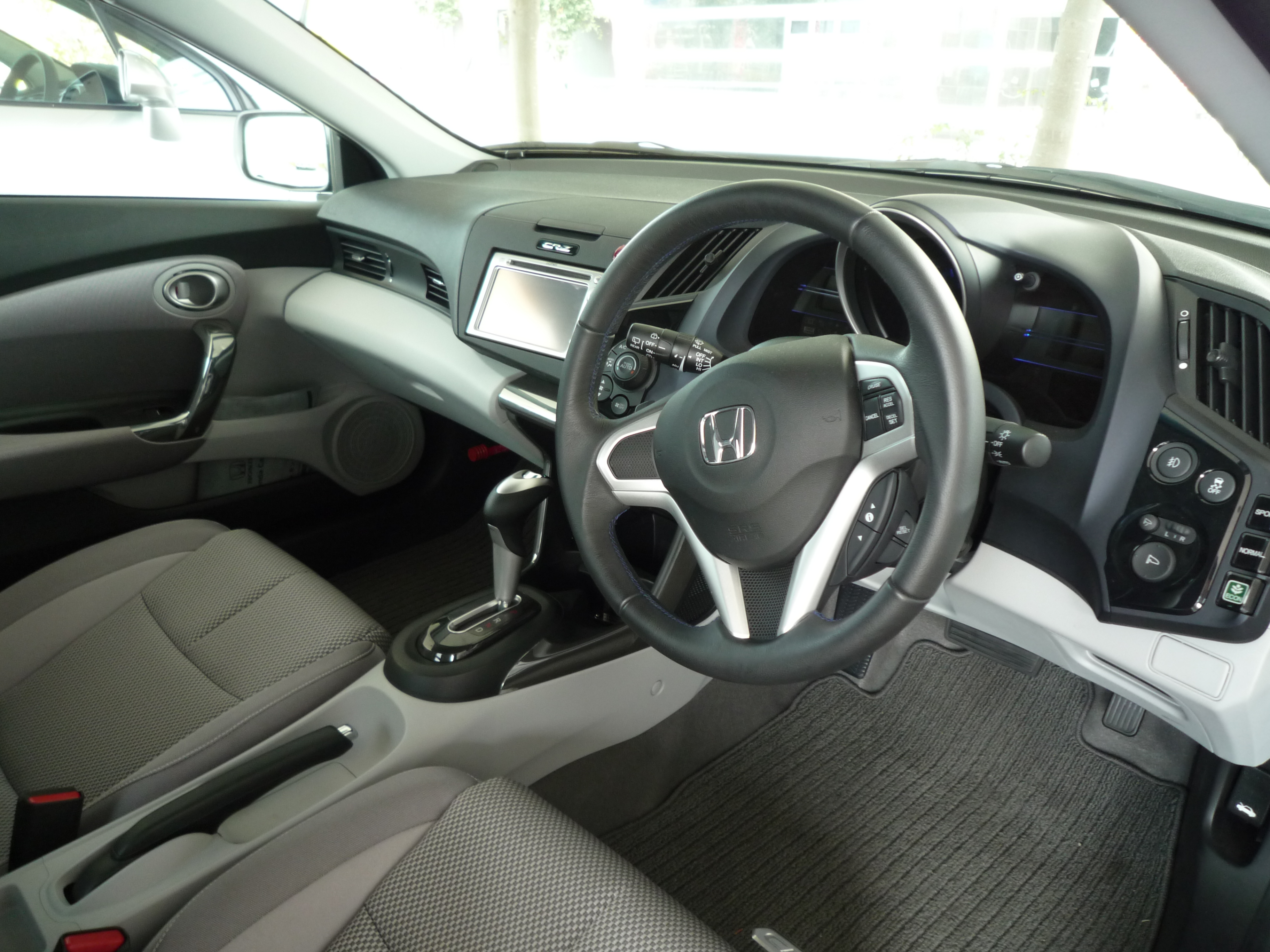
運転席
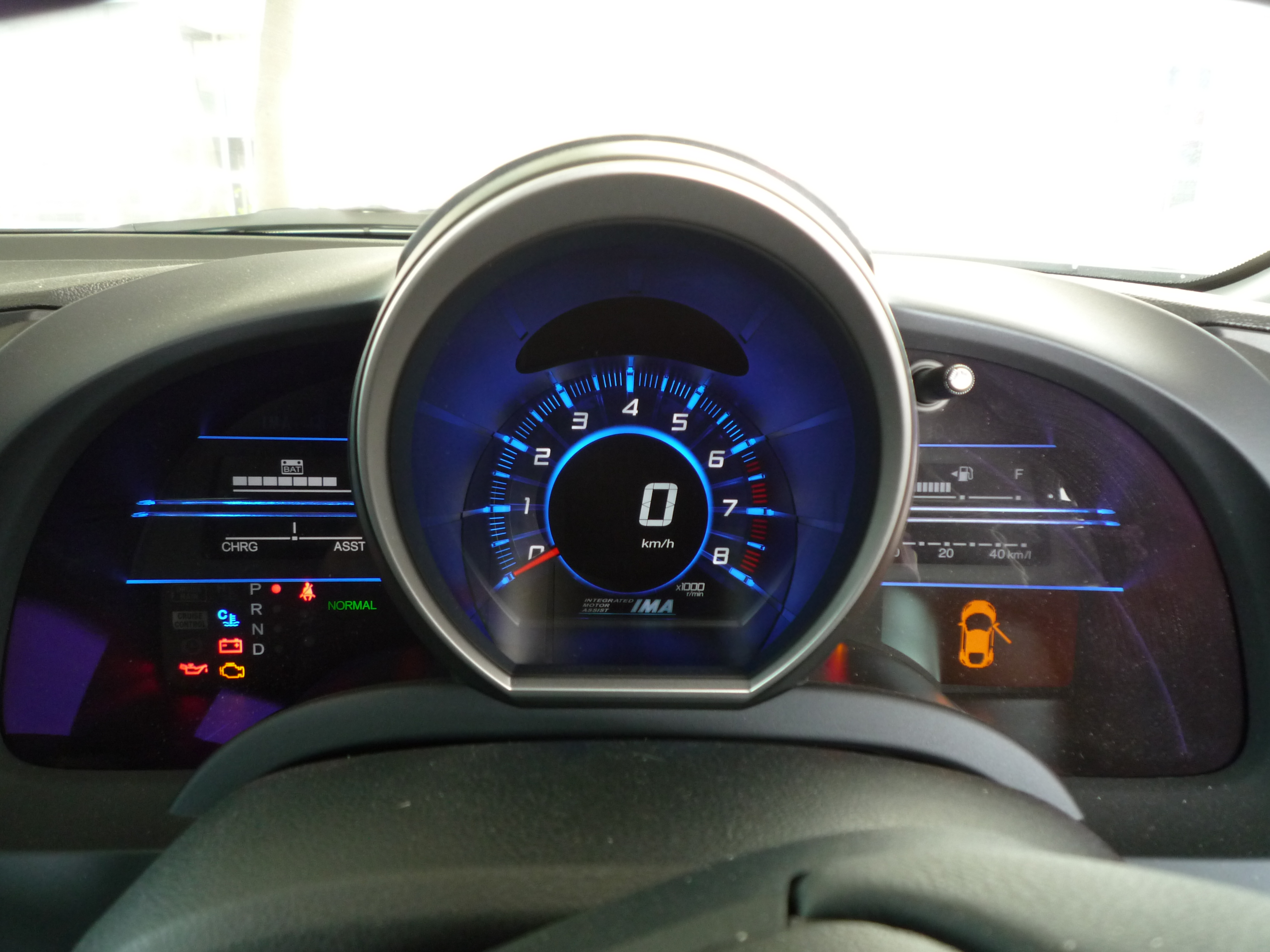
メーター
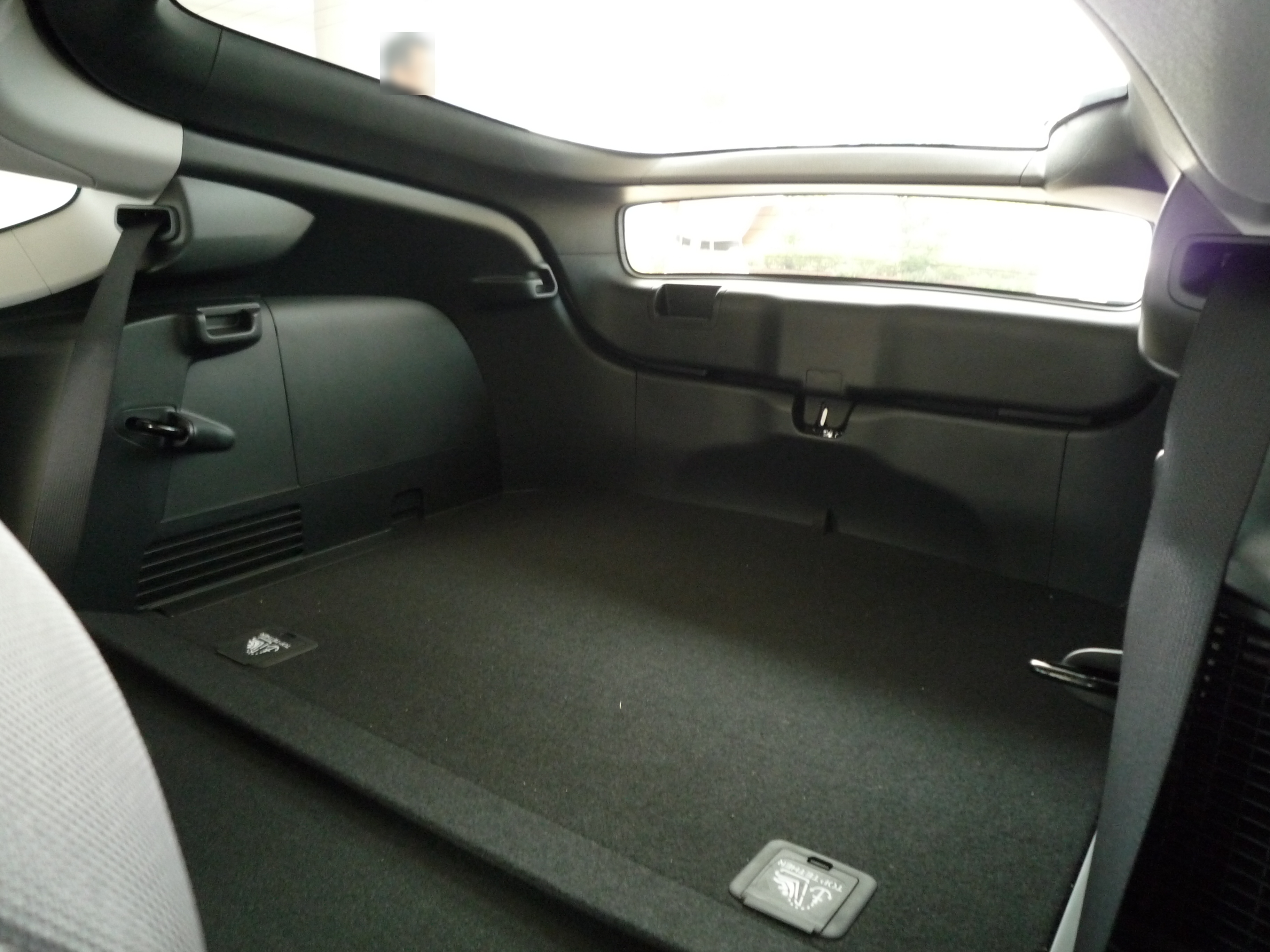
トランク・ルーム

## 搭載エンジン
LEA型
- エンジン種類：水冷直列4気筒横置き
- 弁機構：SOHCチェーン駆動 吸気2 排気2 i-VTEC
- 排気量：1,496cc
- 内径×行程：73.0×89.4
- 圧縮比：10.4
- 最高出力(CVT)：83kW (113PS) / 6,000rpm → 87kW (118PS) / 6,600rpm
- 最高出力(MT)：84kW (114PS) / 6,000rpm → 88kW (120PS) / 6,600rpm
- 最大トルク(CVT)：144N·m (14.7kgf・m) / 4,800rpm
- 最大トルク(MT)：145N·m (14.8kgf・m) / 4,800rpm
- 燃料供給装置形式：電子制御燃料噴射式（PGM-FI）
- 使用燃料種類：無鉛レギュラーガソリン
- 燃料タンク容量：40L

MF6型
- モーター種類：薄型DCブラシレスモーター
- 定格電圧：100V → 114V
- 最高出力：10kW (14PS) / 1,500rpm → 15kW (20PS) / 2,000rpm
- 最大トルク：78N·m (8.0kgf・m) / 1,000rpm
- バッテリー種類：ニッケル・水素充電池 → リチウムイオン二次電池
- バッテリー容量：5.75Ah → 4.7Ah

## 初代 ZF1/2型（2010年 – 2017年）
- 2007年
  - 10月26日 - 東京モーターショーで、CR-Zコンセプトが初公開された。この時は、ハッチバックのスポーツハイブリッドカーであること以外の詳細は、明かされなかった[7]。同年12月19日の年末社長会見において、当時のホンダ社長の福井威夫が、これをベースにした車を市販すると発表した[8]。2008年12月22日から2009年1月19日までホンダ本社で行われたHonda Green Machine企画展に、インサイト・コンセプトやFCXクラリティと共に展示された。
- 2009年
  - 7月13日 - 伊東孝紳の社長就任後初記者会見において、2010年2月に日本国内で発売されることが発表され[9]、同年10月の東京モーターショーにおいては、より市販モデルに近い「CR-Z CONCEPT 2009」が出展された[10]。
- 2010年
  - 1月11日 - 量産モデルが北米国際オートショーでデビューし、合わせて日本国内仕様の概要も発表された[11]。
  - 2月25日 - 日本国内においても発表された（発売は翌2月26日）。
  - 3月24日 - 目標月間販売台数1,000台に対し、10倍の10,000台の受注を達成したことを発表した。なお購入者のうち、4割がハイブリッドカーとして世界初となる6速MT車であった[12]。
  - 11月2日 - ラスベガスで行なわれた 2010 SEMAトレードショーで、ホンダ・パフォーマンス・ディベロップメントにより製作された2種類のコンセプトカー「CR-Z Hybrid R」と「CR-Z Racer」が公開された[13]。このうち「CR-Z Racer」は、12月3日から行われる25時間耐久レースに参戦した。予選でE3クラスのポールポジションを獲得し、決勝では2位に入賞した。
  - 11月9日 - 2010-2011日本カー・オブ・ザ・イヤー受賞した[14]。
  - 11月10日 - 2010年度グッドデザイン金賞を受賞した[15]。
  - 12月15日 - ホライゾンターコイズパール（外装）とブラック×シルバー（内装）の組み合わせが、オートカラーアウォード2011グランプリを受賞した[16]。
  - 12月22日 - 日本カー・オブ・ザ・イヤーの受賞を記念し、「α」をベースに、専用色アルミホイール、金属製ペダル（アクセル、ブレーキおよびクラッチ）、「Honda HDDインターナビシステム」を装備した「日本カー・オブ・ザ・イヤー受賞記念車」を発表した（発売は2011年1月14日、同年3月31日受注分までの期間限定販売）。ボディカラーは専用色のみの設定で、運転席側のクォーターガラスに日本カー・オブ・ザ・イヤー受賞記念ステッカーが貼り付けられた。
- 2011年
  - 7月19日 - 新グレードとして、専用色内装（フロントシート、ドアライニング、メーターバイザーおよび6速MTのみシフトブーツ）、専用色アルミホイール、金属製ペダルを採用した「α・Black label（ブラックレーベル）」を追加した（発売は8月8日）。併せて、一部改良を行い、「α・Black label」と「α」には2012年3月までの期間限定でオプションカラーを追加設定した。
  - 10月6日 - ホンダコリアを通じて韓国で発売を開始した[17]。
- 2012年
  - 1月26日 - シート表皮、ドアライニング、ステアリングスイッチ、シフトノブ&ブーツステッチ（6速MT車のみ）をボルドーで統一し、ペダル類にメタル製のプレミアムペダルを採用した特別仕様車「α・Dressed label（ドレスト レーベル）」を発売した（発売は5月31日までの期間限定販売）。ボディカラーは新色で本仕様専用色を含む4色を設定した。
  - 9月27日 - マイナーチェンジを発表した（発売は翌9月28日）。日本国内におけるホンダ製のハイブリッドカーでは初となるリチウムイオンバッテリーを搭載し、バッテリー電圧を高めたことでモーター出力を向上した。エンジンは、高回転化するとともに内部の抵抗を軽減し、出力を向上した。発電頻度の低減やCVTの効率向上も合わさって燃費を向上した。さらに、力強い加速を瞬時に実現できるPLUS SPORTシステムも採用した。外装ではフロントバンパーやリアディフューザー等のデザインを変更し、8連LEDポジショニングランプを採用した。内装も素材やデザイン、配色の変更を行った。また、専用サスペンションチューニングを施すとともに、17インチ軽量アルミホイール（「α・Master label」に標準装備、「α」でもオプションにて装備可能）を採用したことでコーナリング性能と乗り心地を高次元で両立した。なお、今回のマイナーチェンジに伴い、車両型式がZF2型となった。
- 2013年
  - 4月18日 - 特別仕様車「α・Dressed label II（ドレスト レーベル ツー）」を発売した（同年7月31日受注分までの期間限定販売）。フロントシートに車名ロゴの刺繍とブルーステッチを施した合成皮革とファブリックの専用カラーコンビシートを採用し、ステアリングホイール、シフトノブ、シフトブーツにブルーステッチを施した（シフトノブとシフトブーツはMT車のみ）。また、17インチアルミホイールは旋回性能を高めるため軽量タイプとなり、メタル製のプレミアムペダルを装備した。ボディカラーは特別設定色を含む3色を設定した。
  - 10月10日 - 一部改良が行われた。メーカーオプションが追加され、「α・Master label」にルーフ・テールゲート・ドアミラーをブラックでまとめた専用2トーンエクステリア塗装、前席にプライムスムース×ラックス スエードのコンビシートを採用した専用シート表皮、ブラックドアライニング、本革巻ステアリングホイール（パンチングレザー/シルバーステッチ）、ピアノブラック調のステアリングガーニッシュ&シフトレバーエスカッションパネルを装備した「2トーンカラースタイル」を、全グレードには「ナビ装着用スペシャルパッケージ」をそれぞれ追加した。そのほか、16インチアルミホイールをブラックの切削タイプに変更した。
- 2014年
  - 5月22日 - 特別仕様車「α・Dressed label III（ドレスト レーベル スリー）」を発売した[18]。今回は2013年4月発売の「α・Dressed label II」のバージョンアップ仕様となっており、フロントシートに採用されている青の縫製とロゴ刺繍を施した専用カラーコンビシートがプライムスムースとファブリックの組み合わせとなり、メタル製ペダルにラバー突起を追加、さらに、ナビ装着用スペシャルパッケージ、IRカット<遮熱>/UVカット機能付フロントウィンドウガラス、IRカット<遮熱>/スーパーUVカットドアガラスが新たに特別装備された。ボディカラーは特別設定色の「ブリリアントスポーティブルー・メタリック」を含む4色を設定するほか、「2トーンカラースタイル」も設定可能である（「2トーンカラースタイル」を設定した場合、フロントシートやステッチが「2トーンカラースタイル」設定時の仕様に変更となる）。
  - 11月13日 - 特別仕様車「α・Dressed label IV（ドレスト レーベル フォー）」を発売した[19]。「α・Dressed label」シリーズの第4弾となる本仕様車では、「α・Dressed label III」の特別装備内容から一部変更し、前席の専用シートをロゴ刺しゅう入りタンレザーシート（運転席&助手席シートヒーター付(助手席は座面のみ)）に変更し、インテリアにもタンレザーを採用。シート・ステアリング・シフトノブ&ブーツ（MT車のみ）に専用カラーのステッチを施した。装備面では新たに前席用i-サイドエアバッグシステム（助手席乗員姿勢検知機能付）+サイドカーテンエアバッグシステム（前席/後席対応）を追加した。ボディカラーは「クリスタルブラック・パール」と特別設定色の「プレミアムディープロッソ・パール」の2色を設定。また、「α・Dressed label III」同様、「2トーンカラースタイル」も設定可能である（「2トーンカラースタイル」設定時、ボディカラーは「プレミアムホワイト・パール」のみとなる）。
- 2015年
  - 8月27日 - 2度目のマイナーチェンジを発表した（発売は10月19日）[20]。タイプ構成を「α」と「α・Master label」の2タイプに集約するとともに、外観デザインを刷新し、フロントフェイス（バンパー・グリル）、リアバンパー、サイドシルガーニッシュのデザインを変更し、従来のポジションランプに加え、ヘッドライトとターンランプにもLEDを採用。アルミホイールは新デザインに変更した。ボディカラーには「プレミアムベルベットパープル・パール（オプションカラー）」を、「2トーンカラースタイル」にはブリリアントスポーティブルー・メタリックとブラックルーフの組み合わせを設定した。装備面では電子制御パーキングブレーキとプッシュエンジンスタート/ストップスイッチを新たに採用し、コンソールボックスを内蔵したアームレストを追加。メーカーオプションのラインナップも拡大し、静電式タッチパネルを採用したHondaインターナビ+リンクアップフリー+ETC車載器、360Wアンプと7スピーカーで構成された「ハイパワーサウンドシステム」、「3モードドライブシステム」のモードに連動してエンジン音を車内のスピーカーに出力するアクティブサウンドコントロール、車内のノイズに対して逆位相の音をスピーカーから出力してノイズを打ち消すアクティブノイズコントロールを新たに設定した。走行性能ではリアトレッドを10mm拡大するとともにサスペンションのダンパー減衰力やバネレートの見直しによりハンドリングを改善し、ブレーキディスクのサイズを15インチに変更し、キャリパーピストン径やマスターパワーシリンダー径も拡大したことでブレーキ性能を向上した。安全面も強化し、シティブレーキアクティブシステム、サイドカーテンエアバッグ（前席/後席対応）、前席用i-サイドエアバッグシステム（容量変化タイプ）で構成された「あんしんパッケージ」を新設し、「α」にメーカーオプション設定、「α・Master label」に標準装備した。同月までの新車登録台数の累計は3万8962台[21]
- 2016年
  - 6月9日 - 特別仕様車「α・Final label（ファイナル レーベル）」を発表した（翌6月10日販売開始）[22]。2016年内をもって生産終了、2017年初頭をもって販売終了することに伴って発表されたモデルで、「α」をベースに、「CR-Z Final label」ロゴを入れた前席専用ブラックコンビシート（シートはロゴ刺しゅう入り）とアルミ製コンソールプレート、ブラックのプライムスムース・ドアアームレスト、専用マット塗装17インチ軽量アルミホイール、ピアノブラック調ステアリングガーニッシュ、ナビ装着用スペシャルパッケージ、プレミアムペダル、トノカバーを特別装備した。ボディカラーは専用色の「ブリリアントスポーティブルー・メタリック」を含む3色を設定するほか、2トーンカラーも2色設定される。
- 2017年
  - 1月 - 販売を終了。公式サイトからも削除され、今まで販売したクルマ（中古車カタログ）へ移動した。
- 2024年
  - 6月3日 - 2009年から2012年にかけて行われた型式指定申請時の騒音試験おいて、不適切な事案があったことが発表された[23][24]。

## コンプリートカー

### MUGEN RZ
2012年に行われたマイナーチェンジと同日に、M-TECが「Honda CR-Z MUGEN RZ」というコンプリートカーを発表し、300台限定で11月26日から販売された。
エンジンは遠心式スーパーチャージャーを追加するなどのチューニングが施され、最高出力は30%アップの156PSとなっている。
車体はサスペンションやブレーキなどが強化され、車体前後には調整式のエアロパーツが装着されている。
また、ボディーカラーは青色のみとなり、内装はボディカラーに合わせて青と黒でまとめられている。価格は449万4,000円。

## モータースポーツ

### Honda Sports & Eco プログラム
2011年に、フォーミュラ・ニッポンとSUPER GTの公式戦後に行なわれたJAFグランプリの、往年のドライバーによるレース「レジェンドカップ」において、M-TECによりオーバーテイクシステムなどの装備が追加された車両が使用された。この車両は、翌2012年より開催された「Honda Sports & Eco プログラム」でも使用された。

### CR-Z GT

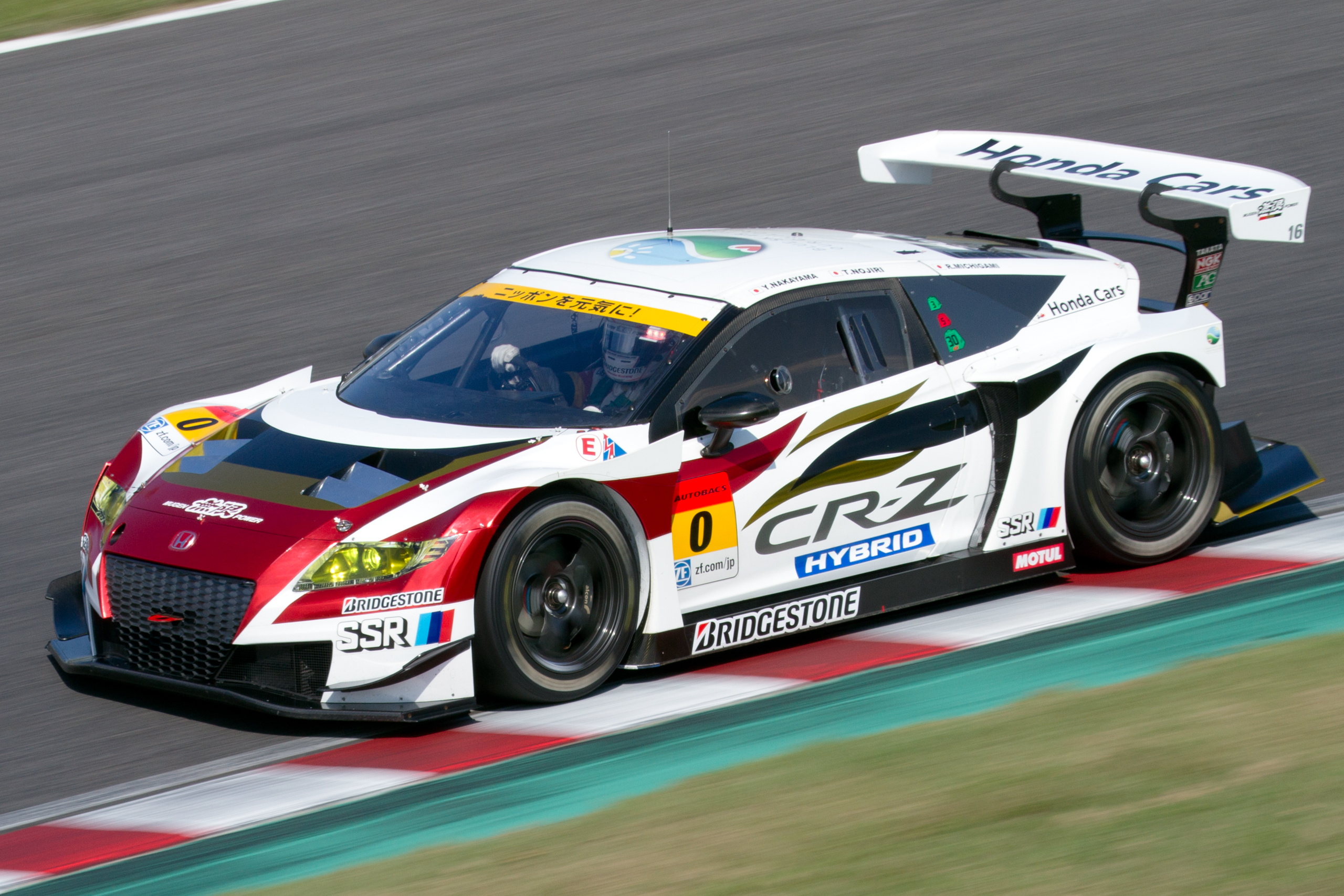
GT300仕様（2014年モデル）

2012年2月には、同年7月のSUPER GT 第4戦(SUGO)より、レーシングハイブリッドシステムを搭載した車両をGT300クラスに投入することが発表された。この車両にはJ35A型をLMP2クラス用に改造したV6 2.8L ツインターボエンジンがミッドシップ搭載され、本田技術研究所とザイテックで共同開発したハイブリッドシステムと組み合される。7月4日には、ツインリンクもてぎにおいて正式な体制発表とシェイクダウン走行が合わせて行なわれた。ホンダは、この車両で参戦する「TEAM 無限」の参戦サポートも行なう。また、当車にはHSV-010のギヤボックス、クラッシャブルストラクチャー、リヤウィングや2009年モデルのNSX-GTの足回りなども流用されている。
2013年にはTEAM 無限に加え、前年までASL・ガライヤを使用していたARTAもCR-Z GTで参戦することになった。そのARTAは第3戦（セパン）でCR-Z GT初勝利したのち第4戦（SUGO）も連勝した。TEAM 無限はアジアン・ル・マン・シリーズ(AsLMS)第2戦（富士）で優勝したほか全戦で入賞した結果、シリーズチャンピオンを獲得した。
2014年をもってTEAM 無限はGT300クラスから撤退、ARTAも2015年をもって参戦車両を変更し、CR-Z GTのGT300クラス参戦は終了した。

## 車名の由来
「Compact Renaissance ZERO」の頭文字から。
なお、以前ホンダには2代目「バラード」の後期型に、「CR-Z」というグレードがあった。

## テレビ番組
- 日経スペシャル ガイアの夜明け ハイブリッドカー戦争～独占！ホンダDNAを継ぐ人々の挑戦～（2010年3月9日、テレビ東京）[30]。- スポーツハイブリッドを取材。